# Nine from Little Rock
Nine from Little Rock é um filme-documentário em curta-metragem estadunidense de 1964 dirigido e escrito por Charles Guggenheim. Venceu o Oscar de melhor documentário de curta-metragem na edição de 1965.

## Elenco
- Jefferson Thomas
- Ernest Green
- Thelma Mothershed